# بيل بيترسون
بيل بيترسون (بالإنجليزية: Bill Peterson)‏ هو لاعب كرة قدم أمريكية أمريكي، ولد في 6 يونيو 1945 في سان دييغو في الولايات المتحدة.